# Floorplan Manager
Der Floorplan Manager (FPM) ist eine von SAP SE entwickelte Technologie zur Erstellung von Webanwendungen. FPM bietet ein konfigurierbares UI-Framework für die Entwicklung und Anpassung von Webanwendungen. Darüber hinaus bietet der Floorplan Manager Entwicklerschnittstellen für SAP Technologien wie zum Beispiel SAP HANA, SAP UI5, SAP Business Warehouse, SAP Business Object Processing Framework, SAP ABAP Push Channel and Message Channel, SAP ABAP Report Launchpad und SAP Fiori Launchpad.
Das auf Web Dynpro ABAP basierende Framework wurde erstmals mit SAP Netweaver 701 im Jahr 2007 ausgeliefert. Noch ein paar Jahre zuvor wurde eine auf Web Dynpro Java basierende Floorplan Manager Version für den Bau von Webanwendungen in SAP ERP 2004 verwendet.
Mithilfe vordefinierter Elemente wie Grundrissen (Floorplans), Symbolleisten und generischer Bausteine für Benutzeroberflächen bietet der Floorplan Manager dem Anwendungsentwickler Konsistenz über alle Anwendungen hinweg und die Einhaltung der SAP Designvorgaben, sowie eine Reduzierung des Aufwands, der zum Erstellen solcher Anwendungen erforderlich ist.
Zentrale Funktionen wie Navigation, Messaging und Personalisierung sind in das Framework eingebettet und können über APIs (Anwendungschnittstellen) definiert werden.
Mit dem Floorplan Manager können ausgelieferte Web-Dynpro-ABAP-Benutzeroberflächen an die entwicklerspezifischen Anforderungen angepasst werden und anwendungsspezifische Ansichten einer oder mehrerer Geschäftsanwendungen in neuen Floorplan Manager-Anwendungen kombiniert werden.
Der Floorplan Manager unterstützt den Anwendungsentwickler beim Erstellen und Konfigurieren von Benutzeroberflächen mit folgenden Funktionen:
- Grundrisse (Floorplans) gemäß der SAP Designvorgaben: Kombinationen von UI-Patterns, die in einer bestimmten Reihenfolge in einer Anwendung angeordnet sind, sodass der Benutzer eine bestimmte Aktivität ausführen kann, z. B. das Suchen, Identifizieren und Verwalten von Daten für ein Objekt. Oberflächenbereiche wie der Nachrichtenbereich, der Navigationsbereich oder der Inhaltsbereich werden vom FPM automatisch generiert bzw. implementiert.
- Generische Oberflächenbausteine (GUIBBs): Designkonforme Vorlagen zur Anzeige von Inhalten. Beispiele hierfür sind Vorlagen zum Anzeigen von Daten in einer Formular- oder Listenansicht.
- Konfigurationseditor (FLUID – Flexible User Interface Designer): Editor, mit dem der Entwickler die Anwendung als Ganzes sowie den einzelnen Floorplan und die darin enthaltenen GUIBBs konfigurieren kann.